# Карси (Плешевський повіт)
Карси (пол. Karsy) — село в Польщі, у гміні Голухув Плешевського повіту Великопольського воєводства.
Населення — 421 особа (2011).
У 1975-1998 роках село належало до Каліського воєводства.

## Демографія
Демографічна структура станом на 31 березня 2011 року:
|          | Загалом | Допрацездатний вік | Працездатний вік | Постпрацездатний вік |
| -------- | ------- | ------------------ | ---------------- | -------------------- |
| Чоловіки | 214     | 59                 | 131              | 24                   |
| Жінки    | 207     | 45                 | 125              | 37                   |
| Разом    | 421     | 104                | 256              | 61                   |